# Acacia minyura
Acacia minyura är en ärtväxtart som beskrevs av Barbara Rae Randell. Acacia minyura ingår i släktet akacior, och familjen ärtväxter. Inga underarter finns listade i Catalogue of Life.

## Bildgalleri

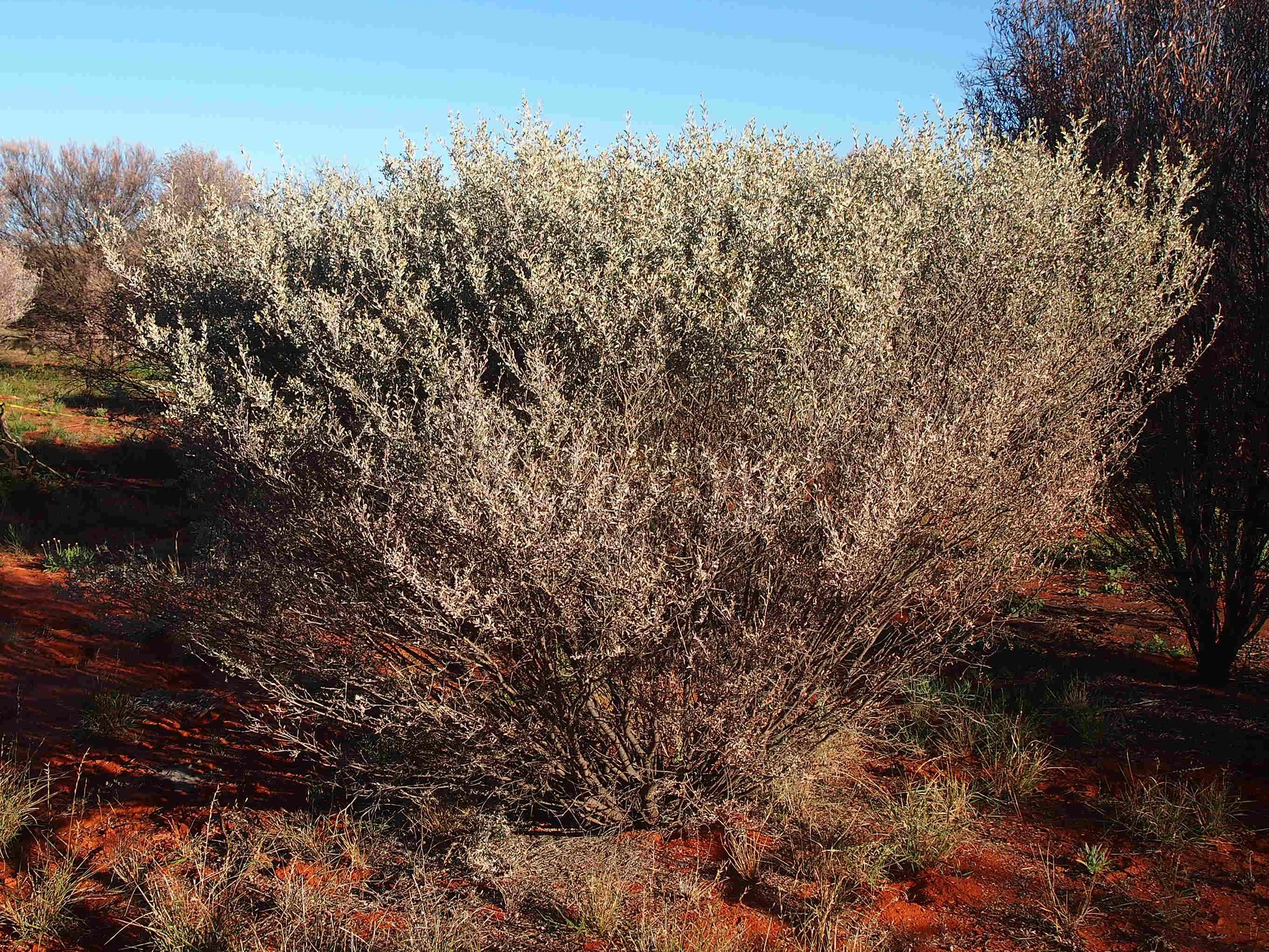